# Бодљаста пухара
Бодљаста пухара или бодљикава пухара (lat. Lycoperdon echinatum) се  среће у листопадним шумама и то најчешће буковим или на вриштинама. Расте појединачно или у малим групама. Погодно тло јесу кречњачки терени. Плодоноси од лета до јесени. Честа, јестива врста. Распрострањена је у Африци, Европи, Централној и Северној Америци. Име је добила јер се на плодном телу налазе структуре бодљастог изгледа. 

## Опис плодног тела
Плодно тело је округласто, беле боје и гуато покривено смеђим бодљама дугим до 0,2 цм. Старењем бодље опадају и остаје само видљива мрежаста шара. Висине је до 8цм. Кратком дршком је причвршћена за земљу. Сазреванљем на врху плодног тела се формира округласти отвор који служи за избацивање спора. Глеба је светложуте боје, сазревањем тамни до смеђемаслинасте боје. Субглеба је прљаво беле до смеђемаслинасте боје. 

## Микроскопија
Споре су округласте, брадавичасте 3,5-4,5µm са кратким дршкама (до 1µm). Отисак спора је таман, смеђ. 

## Јестивост
Бодљикава пухара је јестива врста, али не превише препоручљива. Јестива је док је млада, односно док је глеба беле боје. 

## Сличне врсте
Док је млада и док на себи има бодљице, готово је немогуће заменити са неком другом врстом. Међутим када јој отпадну или преполове бодљице може заличити на (lat. Lycoperdon foetidum) чије су краће бодље. Ова врста се чешће среће на киселом тлу него на кречњачком. 